# Metropolis, Pt. 2: Scenes from a Memory
Metropolis Pt. 2: Scenes from a Memory is het vijfde studioalbum van de progressieve metalband Dream Theater en werd uitgebracht in 1999. Het is een conceptalbum en gaat over het vorige leven van de hoofdpersoon Nicholas als Victoria Page en omvat liefde, moord en ontrouw.
Het is het eerste album van de band met Jordan Rudess als keyboardspeler.

## Geschiedenis
Zoals de naam al aanduidt, is Metropolis Pt. 2: Scenes From A Memory een vervolg. Het volgt op het nummer Metropolis Pt. 1: The Miracle And The Sleeper van het album Images And Words. De titel van dit nummer was echter bedoeld als grap maar na vele verzoeken van fans besloot de band om te beginnen aan Part 2. Een begin werd gemaakt tijdens de opnamesessies van Falling Into Infinity. Het nummer werd nooit afgerond, voornamelijk vanwege de weigering van de platenmaatschappij om een dubbel-cd uit te brengen. Het nummer werd dus niet uitgebracht.
Het nummer werd door de band als demo opgenomen (met Derek Sherinian op keyboards) om later verder aan te werken. Van de demo werden 12 minuten vrijgegeven op internet. Via YtseJam Records, de bands eigen maatschappij die officiële bootlegs uitgeeft, is een 21:15 minuten durende instrumentale versie uitgebracht op de Falling Into Infinity demos. Bij het werken aan hun vijfde album viel de band terug op dit nummer en werd het aangepast zodat het een heel album zou worden.
Tijdens de tournee speelde de band het hele album live. De laatste show in Noord-Amerika (in 2000) werd vastgelegd en uitgebracht op dvd onder de titel Metropolis 2000: Scenes from New York. Op een apart audiotrack bespreekt de band het verhaal en het optreden.
In het boekje bij de cd staat een afbeelding van een krantenartikel zoals ook in de tekst van een nummer voorkomt. Op de achtergrond is het boek The Plumed Serpent van D.H. Lawrence te zien. De titel van dit boek refeert aan de Azteekse god Quetzalcoatl, die onder andere wederopstanding en reïncarnatie voorstelde. Deze thema's komen ook voor in het verhaal van Scenes from a Memory. Het boek behandelt een liefdesdriehoek tussen een vrouw en twee mannen, wederom een thema waarover het album gaat.

## Nummers
Alle muziek is geschreven door de band, tenzij anders aangegeven.

### Act 1
1. "Scene One: Regression" (muziek en tekst: John Petrucci) – 2:06
2. "Scene Two: Part I. Overture 1928" (instrumentaal) – 3:37
3. "Scene Two: Part II. Strange Deja Vu" (tekst: Mike Portnoy) – 5:12
4. "Scene Three: Part I. Through My Words" (muziek en tekst: Petrucci) – 1:02
5. "Scene Three: Part II. Fatal Tragedy" (tekst: John Myung) – 6:49
6. "Scene Four: Beyond This Life" (tekst: Petrucci) – 11:22
7. "Scene Five: Through Her Eyes" (tekst: Petrucci) – 5:29

### Act 2
1. "Scene Six: Home" (tekst: Portnoy) – 12:53
2. "Scene Seven: Part I. The Dance of Eternity" (instrumentaal) – 6:13
3. "Scene Seven: Part II. One Last Time" (tekst: James LaBrie) – 3:46
4. "Scene Eight: The Spirit Carries On" (tekst: Petrucci) – 6:38
5. "Scene Nine: Finally Free" (tekst: Portnoy) – 11:59

## Trivia over de nummers
- Het laatste nummer eindigt met ruis waarmee The Glass Prison begint. Dit is het openingsnummer van het hierop volgende album Six Degrees of Inner Turbulence. Dit werd voortgezet op de albums Train of Thought en Octavarium.
- Muzikaal gezien is dit album te vergelijken met de eerdere albums Images And Words en Awake. Het voorgaande studioalbum Falling Into Infinity kreeg veel kritiek van fans omdat het niet progressief genoeg zou zijn. Als antwoord stopte de band dit album vol met tempowisselingen en lange instrumentale stukken.
- Gedeelten van het nummer Metropolis Pt. 1: The Miracle and the Sleeper komen terug in meerdere nummers van dit album. Zo is de opening van Overture 1928 hetzelfde als de opening van Part 1.

## Credits

### Band
- James LaBrie – zang
- John Myung – basgitaar
- John Petrucci – gitaar
- Mike Portnoy – drums
- Jordan Rudess – keyboard

### Gastmuzikanten
- Theresa Thomason - zang op "Through Her Eyes" en "The Spirit Carries On".
- Theresa Thomason, Mary Canty, Shelia Slappy, Mary Smith, Jeanette Smith, Clarence Burke Jr., Carol Cyrus, Dale Scott - achtergrondzang op "The Spirit Carries On".
- Koorarrangementen en gedirigeerd door Jordan Rudess
- Terry Brown - de stem van de hypnotherapeut.

## Karakters

### Huidige tijd
- Nicholas
- The Hypnotherapist
- The Old Man

### 1928
- Victoria Page - "Metropolis/Love"
- Sen. Edward Baynes - "The Miracle"
- Julian Baynes - "The Sleeper"

## Het verhaal

### Act 1
Scene One: Regression -- Het album begint met Nicholas die luisterend naar de hypnotherapeut in hypnose wordt gebracht om regressietherapie te ondergaan.
Scene Two: I. Overture 1928 -- Een instrumentaal stuk dat de hypnotische staat van Nicholas voorstelt. Het begin van de overture heeft een grote gelijkenis met gedeelten van Metropolis Pt. 1.
Scene Two: II. Strange Déjà Vu -- Nicholas vertelt over de dromen die hij heeft. Telkens als hij slaapt, heeft hij een levendige droom over een ander leven. Hij wil hier meer over te weten komen en dat heeft hem geleid naar deze regressietherapie.
Nicholas beschrijft de droom en vertelt dat hij in de droom een pad naar een huis volgt. In een kamer in het huis ziet hij een spiegel waarin een jonge vrouw verschijnt. Het hele beeld komt hem bekend voor. Waarschijnlijk vanwege de hypnose is alles duidelijker dan in zijn normale dromen. Hij krijgt het gevoel dat de jonge vrouw hem iets wil duidelijk maken en dat er iets knaagt aan haar ziel.
De jonge vrouw, Victoria, vertelt dat ze de waarheid over haar moord wil openbaren. Ook wil ze duidelijk maken dat ze zich schuldig voelt over haar ontrouw, waarover later pas meer wordt verteld.
Nicholas ontwaakt uit hypnose maar hij blijft geobsedeerd om het hele verhaal boven water te krijgen. Hij begint door te krijgen dat hij vermoedelijk eerder heeft geleefd in de wereld waarover hij droomt.
Scene Three: I. Through My Words -- Nicolas realiseert zich dat hij en Victoria dezelfde ziel delen en dat hij zich daarom zo aangetrokken voelt tot haar.
Scene Three: II. Fatal Tragedy -- Nicholas gaat op onderzoek uit en praat met een man die iets weet van de moord op de jonge Victoria.
Nicholas beseft dat hij pas verder kan met zijn leven als hij de waarheid omtrent de moord achterhaalt. Hij begrijpt dat zonder geloof en hoop er geen rust kan zijn. Het nummer eindigt met de hypnotherapeut die Nicholas terugbrengt tot het tijdstip van de moord.
Scene Four: Beyond This Life -- De tekst van dit nummer is het krantenartikel uit 1928. Het vertelt over de getuige, Edward Baynes, die werd opgeschrikt door een geluid en ontdekt dat een vrouw is neergeschoten. Hij zag de schutter, Julian, over haar heen gebogen en ondanks dat hij probeert in te grijpen, pleegt de schutter zelfmoord. Het artikel vertelt dat deze moord en zelfmoord de gevolgen zijn van een liefdesrelatie.
Het artikel vertelt verder dat Victoria en Julian recentelijk hun relatie hadden beëindigd wegens zijn decadente leven. Op de dvd (Metropolis 2000: Scenes from New York) is te zien dat dat bestond uit alcoholisme/drugs en gokken. Ook wordt gesuggereerd dat Victoria hem terug zou nemen als hij zijn levensstijl zou aanpassen. In het krantenartikel wordt afgevraagd of er sprake was van moord met voorbedachten rade.
Vervolgens wordt de misdaadlocatie beschreven. Er zijn tekenen van een gevecht en er is een mes gevonden. Het mes veroorzaakt onduidelijkheid omdat een jonge vrouw in 1928 niet verwacht een mes op zak te hebben, behalve als ze zich bedreigd zou voelen. Ook wordt er een briefje gevonden in de jaszak van de moordenaar. Hierin staat dat hij liever zelfmoord zou plegen, dan zonder Victoria te leven. Er staat niets in het briefje over geweld tegen Victoria.
Hierna is opnieuw de tekst te horen van het einde van Beyond This Life waarin nogmaals wordt benadrukt dat Nicholas en Victoria dezelfde ziel delen. Ook wordt duidelijk gemaakt dat niet alleen de ziel wordt gereïncarneerd, maar dat deze dezelfde persoonlijkheden met zich mee blijft dragen en dat acties tot in de oneindigheid zullen worden herhaald.
Scene Five: Through Her Eyes -- Nicholas is weer wakker en heeft begrepen dat Victoria (en dus indirect hijzelf) is vermoord in 1928. Hij voelt zich geroepen haar graf te bezoeken en voelt spijt voor haar en de oneerlijkheid van het gebeurde.
Bij het graf wordt hij overspoeld door verdriet. De tekst op de grafsteen benadrukt dat het een onschuldig meisje was. Hij voelt alsof haar dood ook zijn eigen dood is en vergelijkt het met het verliezen van iemand van wie je houdt. Hij zwelgt in zijn verdriet. Op het eind van het nummer recht hij zijn rug, door het ervaren van deze tragedie en zijn rouwen kan hij door met zijn leven. De pijn die hij voelde was noodzakelijk om zijn dood in een voorgaand leven te bevatten.

### Act 2
Scene Six: Home -- Julian vertelt over zijn decadente leven en dat hij eigenlijk een rol speelt naar de buitenwereld. Er wordt verteld dat Victoria hem verlaat vanwege zijn verslaving(en). Vermoedelijk cocaïne (de tekst "Lines take me higher" hint hierop). Een ander onderdeel zou gokverslaving kunnen zijn. In het instrumentale gedeelte is het geluid van munten te horen.
Vervolgens vertelt Edward, Julians broer, dat Victoria bij hem komt uithuilen over haar verbroken relatie. Hij ontwikkelt gevoelens voor haar en voelt zich daar in eerste instantie schuldig over. Zijn obsessie voor haar groeit en verleidt haar.
Nicholas is weer wakker en vermoedt dat er meer aan de hand moet zijn. Hij verlangt naar een volgende sessie zodat hij verder kan gaan met het oplossen van het mysterie.
Er zijn meerdere tekstuele verwijzingen naar Metroplis Pt. 1, zoals "the city's cold blood", "lake of fire" en "I was told theres a new love that's born for each one that has died". Ook komt de volgende tekst voor: "Victoria watches and thoughtfully smiles/she's taken me to my home", vergelijkbaar met de tekst "Metropolis watches and thoughtfully smiles/she's taken you to your home" uit deel 1.
Scene Seven: I. The Dance of Eternity -- De titel refereert aan de laatste regel van Metropolis Pt. 1, "Love is the Dance of Eternity". Het behandelt het liefdesspel van Victoria en Edward. The Dance stelt de bewegingen voor en Eternity de herinnering aan het moment.
Scene Seven: II. One Last Time -- Nicholas is nog niet overtuigd dat het krantenartikel de waarheid beschrijft. Hij vertelt dat hij geruchten over Victoria's affaire met Edward heeft gehoord.
Nu vertelt Victoria haar verhaal. Zij zegt "One last time, we'll lay down today" dat erop wijst dat ze haar affaire met Edward wil verbreken.
Nicholas bezoekt Edwards huis, waar hij en Victoria hun affaire hadden. Ondanks dat hij niet onder hypnose is, is hij gevoelig voor de sfeer in het huis. Hij voelt dezelfde koude als in zijn dromen, hoort een vrouw schreeuwen en een man om vergiffenis smeken. In dit overgangsgebied tussen waken en slapen, ziet hij gedeelten van wat Victoria heeft meegemaakt, maar het is nog niet helemaal duidelijk.
Scene Eight: The Spirit Carries On -- De laatste sessie van Nicholas bij de hypnotherapeut. Hij wordt bevestigd in zijn geloof dat zijn ziel zal opstijgen en dat hij niet bang hoeft te zijn voor de dood. Hij vermoedt dat Edward betrokken was bij de dood en is van plan om de misdaad van meer dan 70 jaar geleden op te lossen. Victoria laat hem weten dat hij door moet gaan met zijn leven, ze heeft de waarheid bekendgemaakt, maar hij moet haar nooit vergeten. Nicholas beseft dat dood niet het einde is, maar een overgangsvorm, zoals de hypnotherapeut hem al eerder vertelde.
Scene Nine: Finally Free -- De hypnotherapeut haalt Nicholas uit zijn laatste hypnose. Nicholas stapt in zijn auto en gaat naar huis.
We horen dat Victoria en Julian elkaar per toeval ontmoet hebben en dat ze besluiten om over alles te praten. Victoria is hierover erg opgewonden omdat Julian altijd haar liefde is gebleven. Ze is niet langer in tweestrijd wie ze moet kiezen en breekt met Edward. Ze weet wel dat Edward zijn eigen broer zou vermoorden als hij erachter zou komen dat ze naar hem terug zou gaan.
Victoria en Julian ontmoeten elkaar in het geheim (althans, dat denken ze). Edward verschijnt ten tonele en begint te vechten met Julian, die een fles drank laat vallen uit zijn zak. Julian pakt een mes en wordt neergeschoten door Edward. Victoria schreeuwt en Edward zegt: "Open your eyes, Victoria", en schiet haar neer. Gewond kruipt Julian naar Victoria en zegt zijn laatste woorden: "One last time...". Edward schrijft een zelfmoordbriefje en stopt dat in Julians jaszak en speelt zijn rol als getuige.
Het verhaal keert terug bij Nicholas. Hij komt thuis en denkt dat hij vrij is van zijn obsessie met het achterhalen van de waarheid rond Victoria. Thuis ontspant hij zich met een lp en een drankje. Het geluid van een andere auto die stopt is te horen. De hypnotherapeut komt de kamer binnen en zegt: "Open your eyes, Nicholas". Nicholas schrikt en stoot tegen de platenspeler en het nummer eindigt in ruis. De hypnotherapeut, de reïncarnatie van Edward, heeft Nicholas vermoord.